# Investissement Québec
Investissement Québec ist eine staatliche kanadische Investmentgesellschaft mit Sitz in der Stadt Québec.
Sie wurde 1998 durch ein von der Nationalversammlung von Québec verabschiedetes Gesetz gegründet, um Investitionen durch ortsansässige wie auch internationale Unternehmen in Québec zu fördern. Im Dezember 2010 übernahm Investissement Québec die Holding Société générale de financement.
Am 23. Juni 2016 gründete Investissement Québec gemeinsam mit Bombardier Aerospace die Personengesellschaft C Series Aircraft Limited Partnership (CSALP) und übernahm 49,5 % der Anteile. Im Zuge der Mehrheitsübernahme durch Airbus bei CSALP am 1. Juli 2018 reduzierte sich der Anteil zunächst auf 19 %, beträgt nach dem Ausstieg Bombardiers aber 25 %.